# Lype phaeopa
Lype phaeopa là một loài Trichoptera trong họ Psychomyiidae. Chúng phân bố ở miền Cổ bắc.